# Charlie Parker
Charlie Parker (n. 29 august 1920, Kansas, SUA – d. 12 martie 1955, New York City, New York, SUA) a fost un saxofonist și compozitor american de jazz. , supranumit „Bird”.
Este considerat unul dintre fondatorii jazzului modern și al genului muzical Bebop și descris ca unul dintre cei mai mari saxofoniști din toate timpurile.
A început încă din adolescență să consume droguri și alcool, iar în 1946 a fost internat șase luni într-un spital de psihiatrie pentru depresie.
După ce a fost externat, în februarie 1947, a realizat cele mai bune înregistrări din cariera lui, cu Miles Davis la trompetă.
A murit la data de 12 martie 1955, la New York, răpus de droguri și alcool.
În 1988, Clint Eastwodd a fost producătorul filmului biografic Bird, aducând astfel un omagiu acestui mare muzician de jazz dispărut la o vârstă atât de tânără.